# Machaeroides
Machaeroides es un género extinto de mamíferos creodontos que vivió durante el Eoceno. Sus fósiles se hallaron en el estado de Wyoming, Estados Unidos. Es el primer mamíferos de dientes de sable que se conoce.

## Descripción

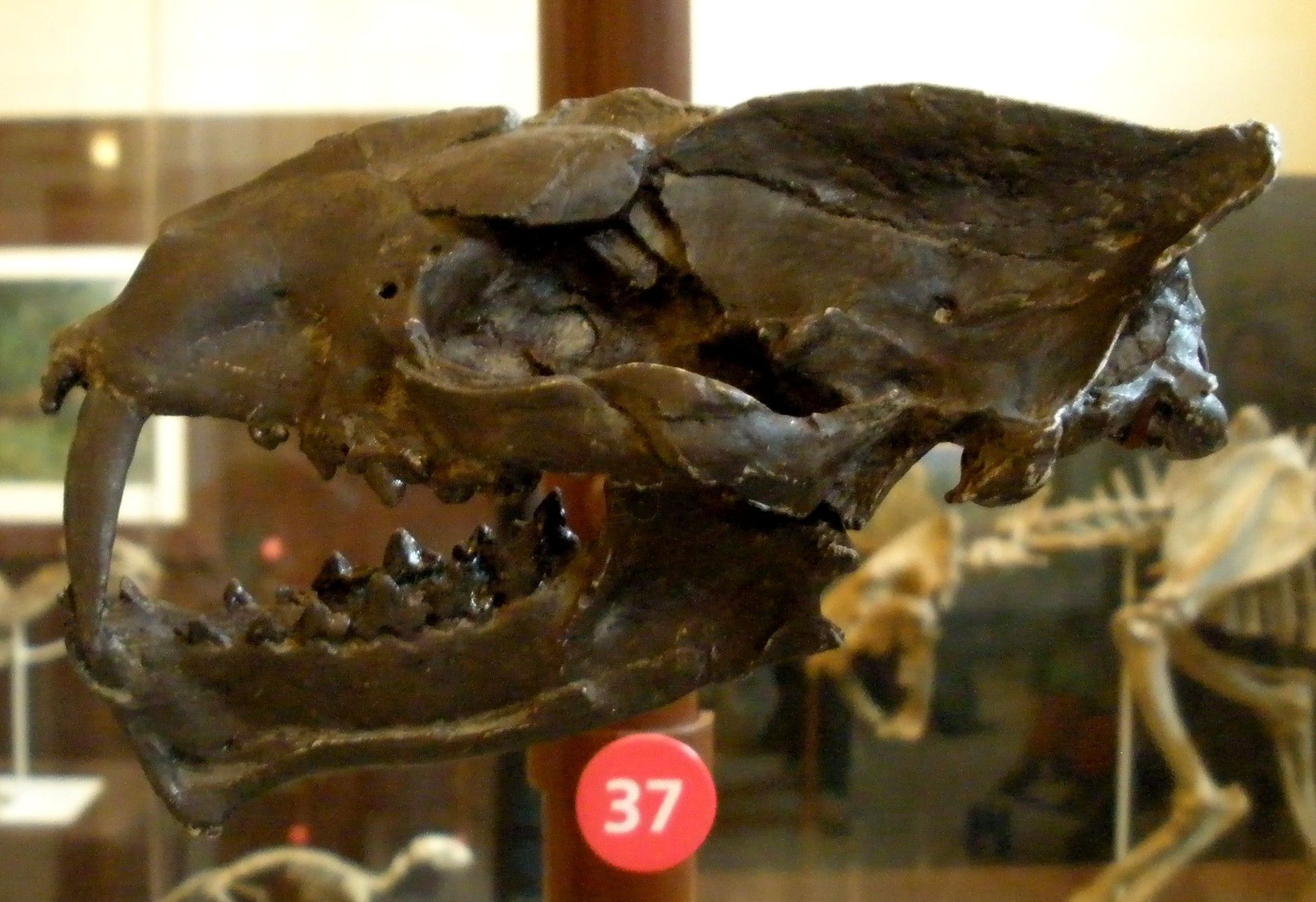
Cráneo de Machaeroides eothen.

Este animal tenía la apariencia de un dientes de sable de tamaño muy pequeño, similar al de un perro. Machaeroides se diferencia de los dientes de sable más recientes por sus cráneos más alargados y su postura plantígrada. Las especies de Machaeroides diferían del género relacionado Apataelurus por el hecho de tener los dientes más cortos.
M. eothen tenía un peso estimado de 10-14 kg, M. simpsoni era todavía más pequeño.

## Ubicación taxonómica
A pesar de que no existen dudas que sea un creodonto, su ubicación dentro del orden no es clara. Ha sido clasificado por igual, junto con el género relacionado Apataelurus, dentro de las familias Oxyaenidae y Hyaenodontidae.